# Aventuringlas

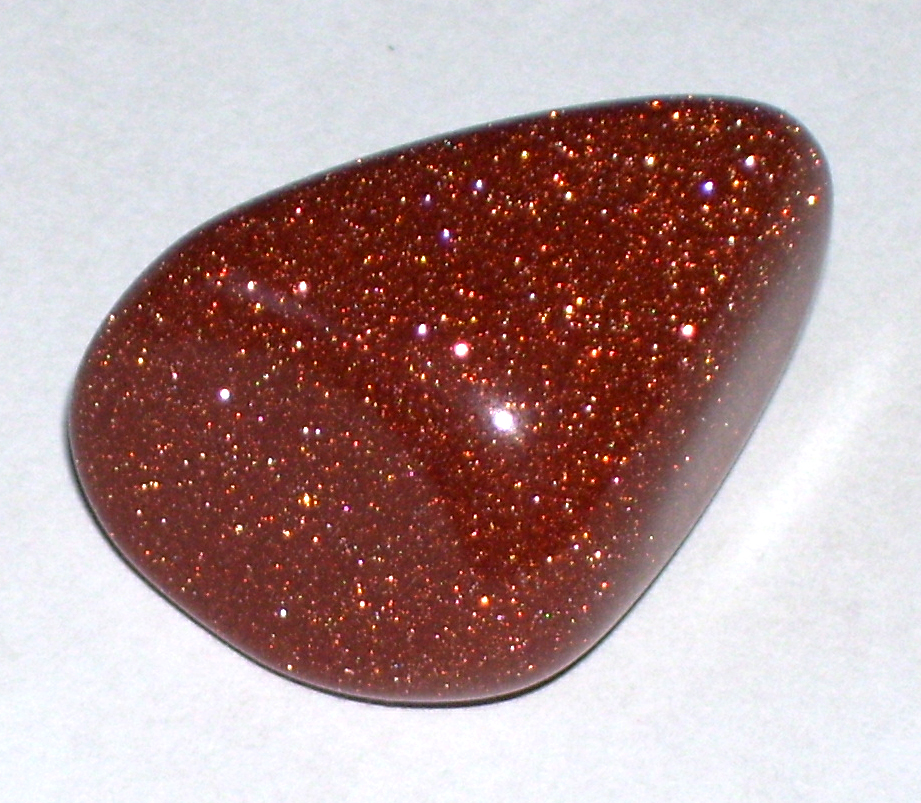
Aventuringlas

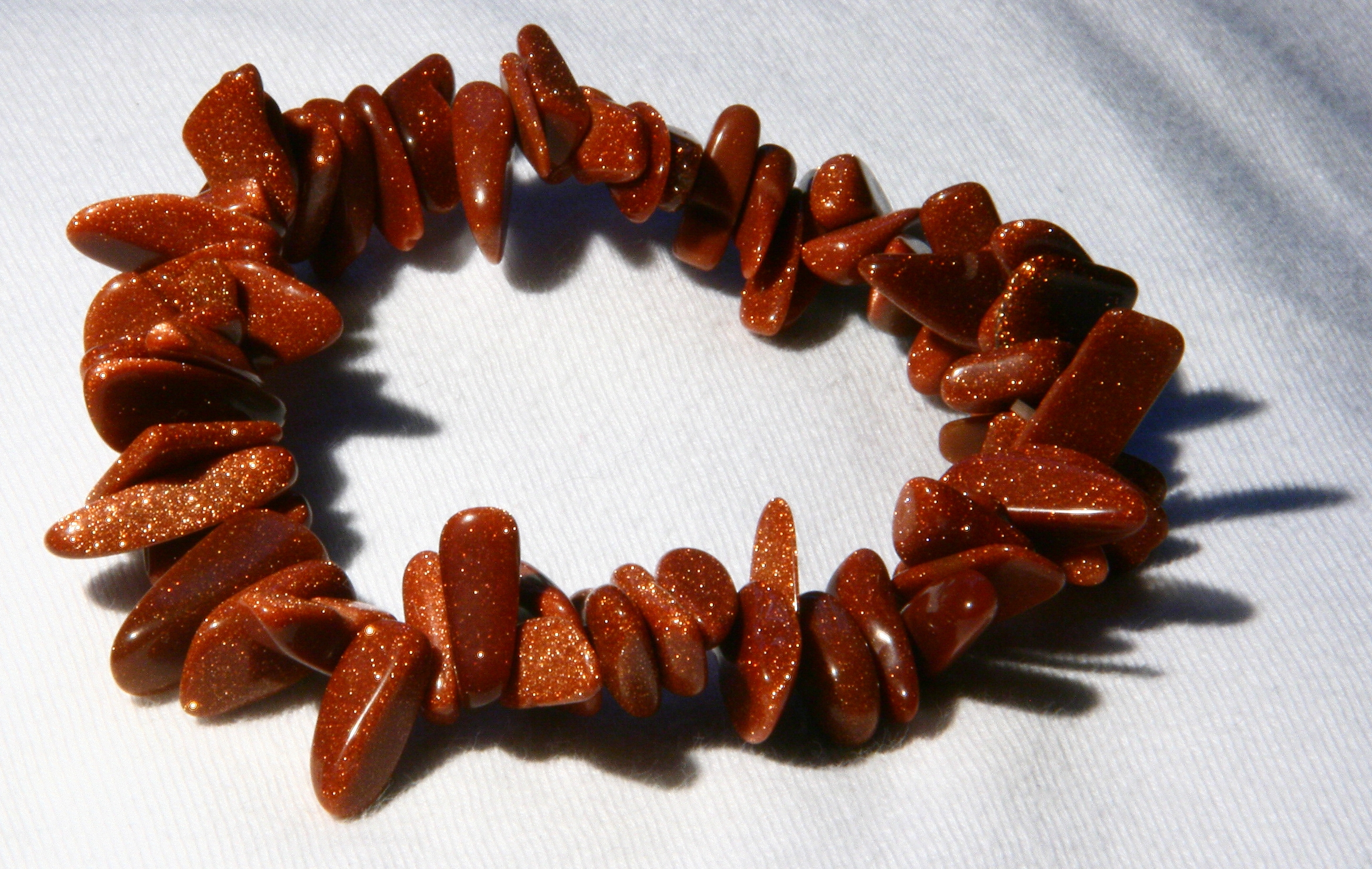
Armband av aventuringlas

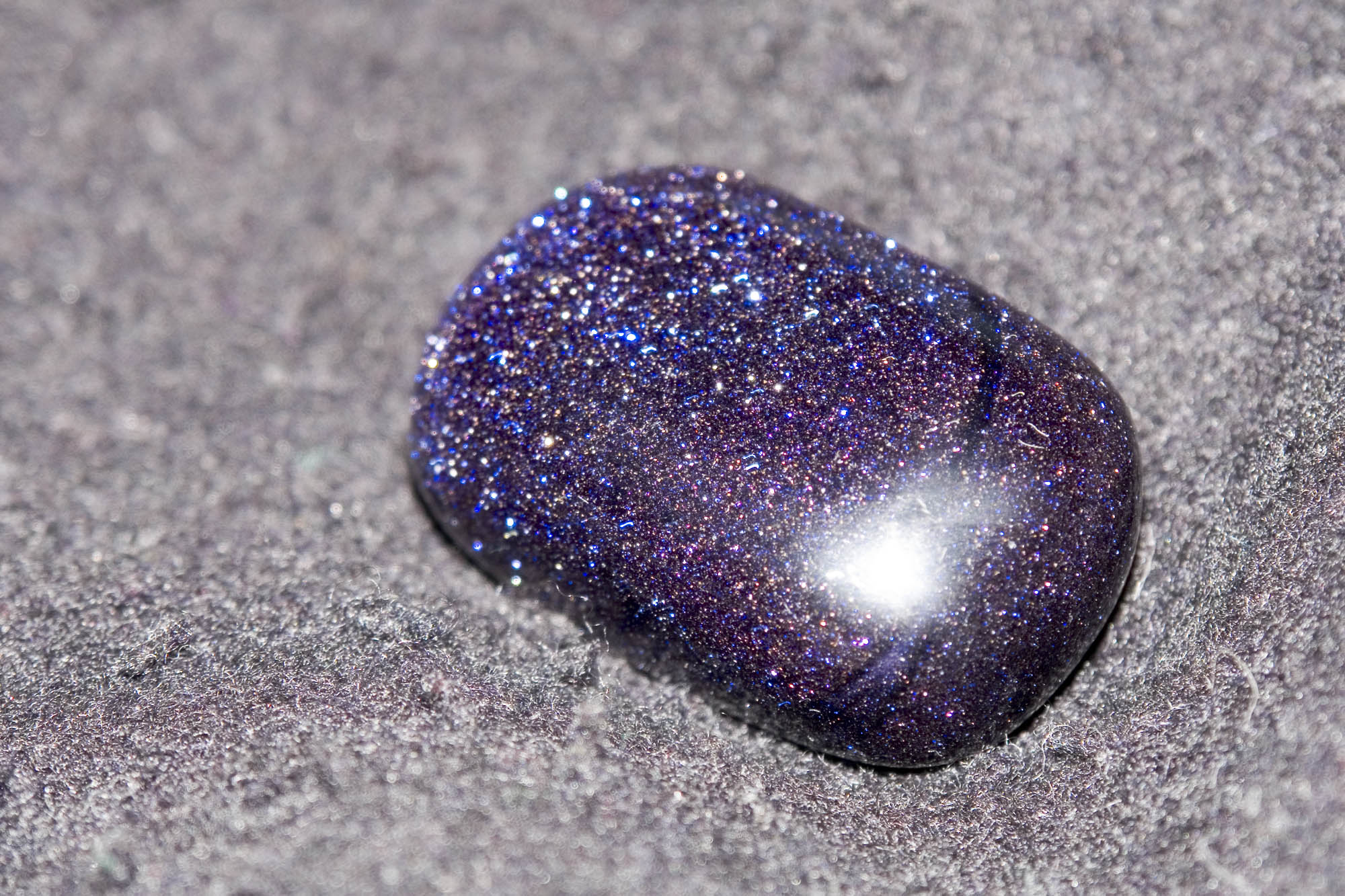
Blått aventuringlas

Aventuringlas är en i genomfallande ljus rostbrun eller i påfallande ljus gyllenrött skimrande glasmassa som innehåller fina splitter eller småkristaller av koppar. Glaset framställs genom sammansmältning av vanligt glas med koppar(I)oxid under reducerande förhållanden och har stor användning för tillverkning av oäkta smycken, knappar och dylikt.
En liknande massa erhålls genom invalsning av glimmerblad i glasmassan, som därpå blåses eller gjuts. 
Grönt aventuringlas fås genom att färga glas mörkgrönt genom tillsats av kaliumdikromat i större mängd än glaset förmår lösa upp. Då utkristalliseras glänsande, svartbruna småkristaller av krom och kan användas för samma ändamål som ovanstående.
Aventuringlas har gett namn åt kvartsvarieteten aventurin som uppvisar en glittrande optisk effekt – aventurescens.